# Wasilij Archipow (polityk)
Wasilij Michajłowicz Archipow (ros. Василий Михайлович Архипов, ur. 26 marca 1908 w Omsku, zm. 14 sierpnia 1943 k. Smoleńska) – radziecki działacz partyjny i państwowy.

## Życiorys
Do 1924 uczył się w szkole technicznej w Omsku, był działaczem Komsomołu, m.in. kierownikiem Wydziału Organizacyjnego Komitetu Miejskiego Komsomołu w Omsku, kierownikiem Wydziału Organizacyjnego i sekretarzem Komitetu Okręgowego Komsomołu w Omsku, później kierownikiem Wydziału Organizacyjnego Syberyjskiego Komitetu Krajowego Komsomołu, od 26 stycznia 1931 do 10 kwietnia 1936 wchodził w skład KC Komsomołu. Od 1927 należał do WKP(b). Od 21 kwietnia 1936 do 1938 był zastępcą członka KC Komsomołu, od grudnia 1934 do marca 1936 sekretarzem Komitetu Obwodowego Komsomołu w Kursku, później był głównym inspektorem Ludowego Komisariatu Oświaty RFSRR, kierownikiem Departamentu Kadr Kierowniczych tego komisariatu i od 1937 do maja 1938 sekretarzem jego komitetu WKP(b). Od 1938 ponownie był członkiem KC Komsomołu, od 20 maja do 7 lipca 1938 był p.o. I sekretarza, później do 26 lutego 1939 I sekretarzem Maryjskiego Komitetu Obwodowego WKP(b). Od 1939 do 1942 kierował jednym z departamentów Ludowego Komisariatu Przemysłu Lekkiego RFSRR, później pracował w Radzie Komisarzy Ludowych RFSRR, w marcu 1943 został wykluczony z partii, a w lipcu 1943 ponownie do niej przyjęty i jednocześnie zmobilizowany do Armii Czerwonej i skierowany na front. Zginął w okolicach Smoleńska.